# Maria Ćwiertniewicz
Maria Ćwiertniewicz (18 de agosto de 1952) es una deportista polaca que compitió en piragüismo en la modalidad de eslalon. Ganó dos medallas en el Campeonato Mundial de Piragüismo en Eslalon, plata en 1973 y oro en 1975.

## Palmarés internacional
| Campeonato Mundial | Campeonato Mundial  | Campeonato Mundial | Campeonato Mundial |
| Año                | Lugar               | Medalla            | Competición        |
| ------------------ | ------------------- | ------------------ | ------------------ |
| 1973               | Muotathal (Suiza)   | Medalla de plata   | K1 individual      |
| 1975               | Skopie (Yugoslavia) | Medalla de oro     | K1 individual      |